# 军荼利明王

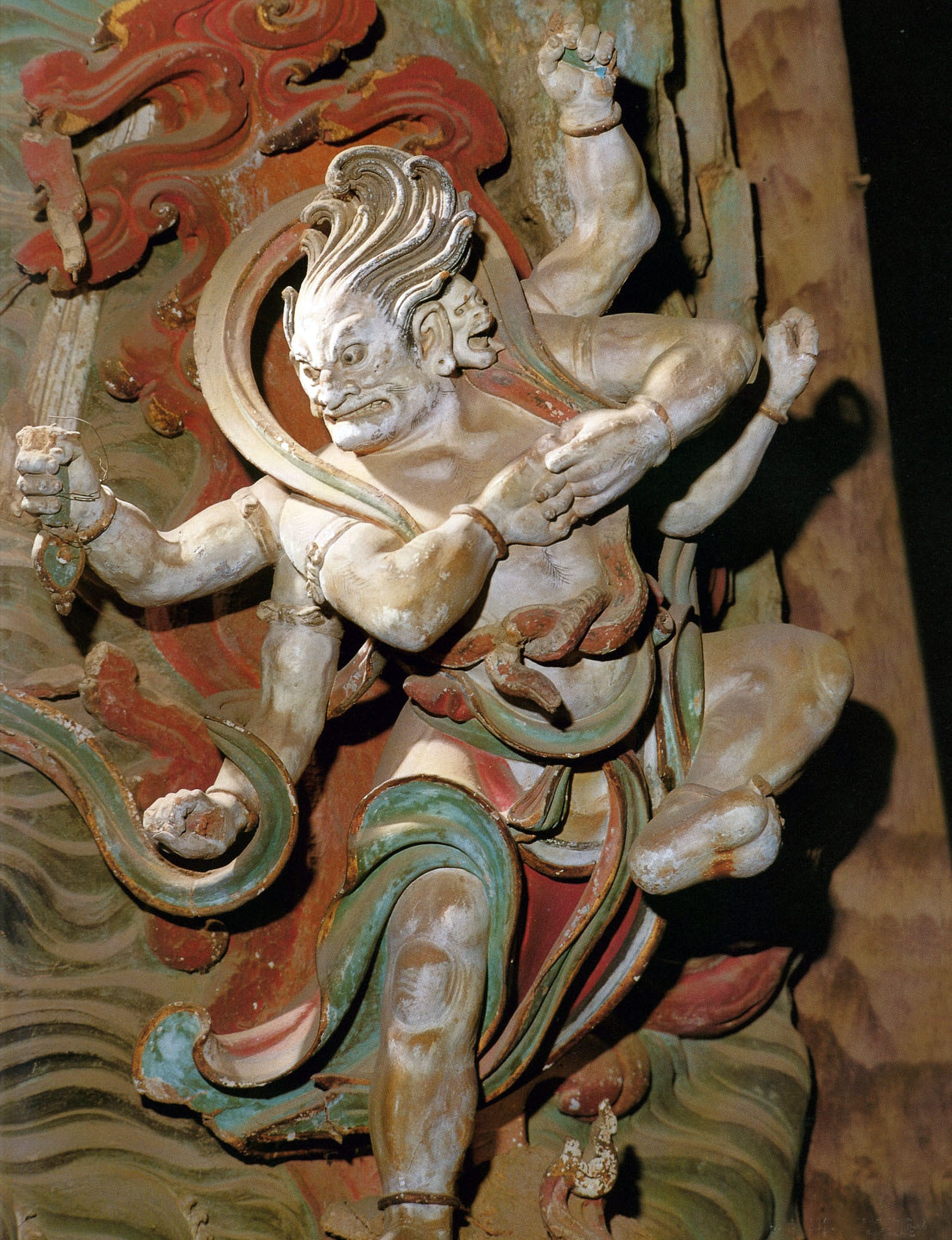
元代軍荼利明王 - 福勝寺, 新绛县, 运城市, 山西省, 中國

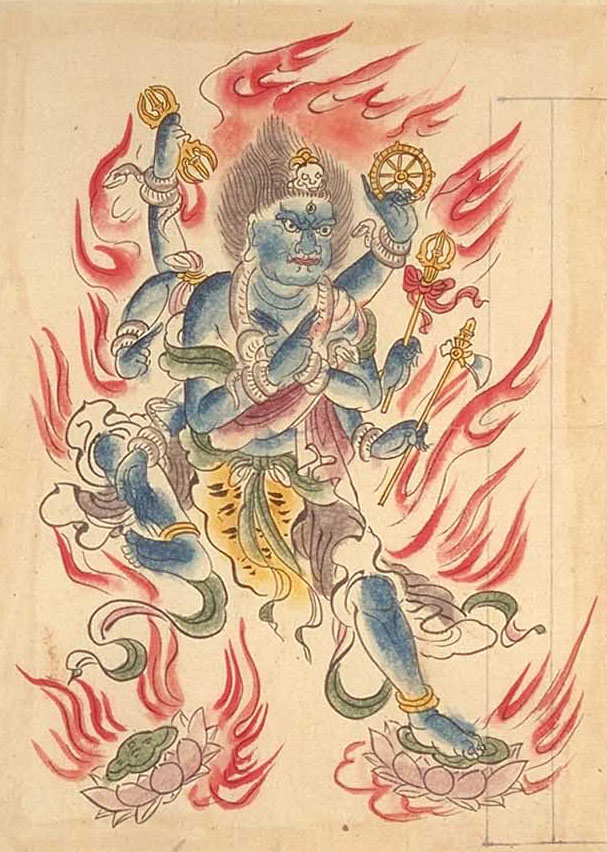
軍荼利明王

軍荼利明王（梵文：Kuṇḍali Vidyārāja或Amritakundalin），為佛教金剛乘五大明王之一，為南方寶生佛的憤怒化身，身上有許多蛇作為飾物，有除惡魔、蛇毒、熱惱、疾病的功德。梵文「Amritakundalin」意譯為甘露瓶，儲藏著用之不竭的生命能量。
軍荼利明王塑像有兩面四臂、四面八臂等形式，身青色，眼紅色，手把二赤蛇，其它手持戟、杵、輪等。其四面四臂像表示降伏我癡、我見、我慢、我愛四煩惱。

## 五大明王
不动明王，中央镇守明王，毗盧遮那佛化身；降三世明王，东方镇守明王，阿閦如來化身；军荼利明王，南方镇守明王，寶生如來化身；大威德明王，西方鎮守明王，阿彌陀佛化身；金刚夜叉明王，北方镇守明王，不空成就佛化身。